# Liliane de Kermadec
Liliane de Kermadec (ur. 6 października 1928 w Warszawie, zm. 13 lutego 2020 w Paryżu) – Francuzka polskiego pochodzenia, twórczyni filmowa, scenarzystka, reżyserka. W latach 1965-2016 wyreżyserowała ponad dwadzieścia filmów.

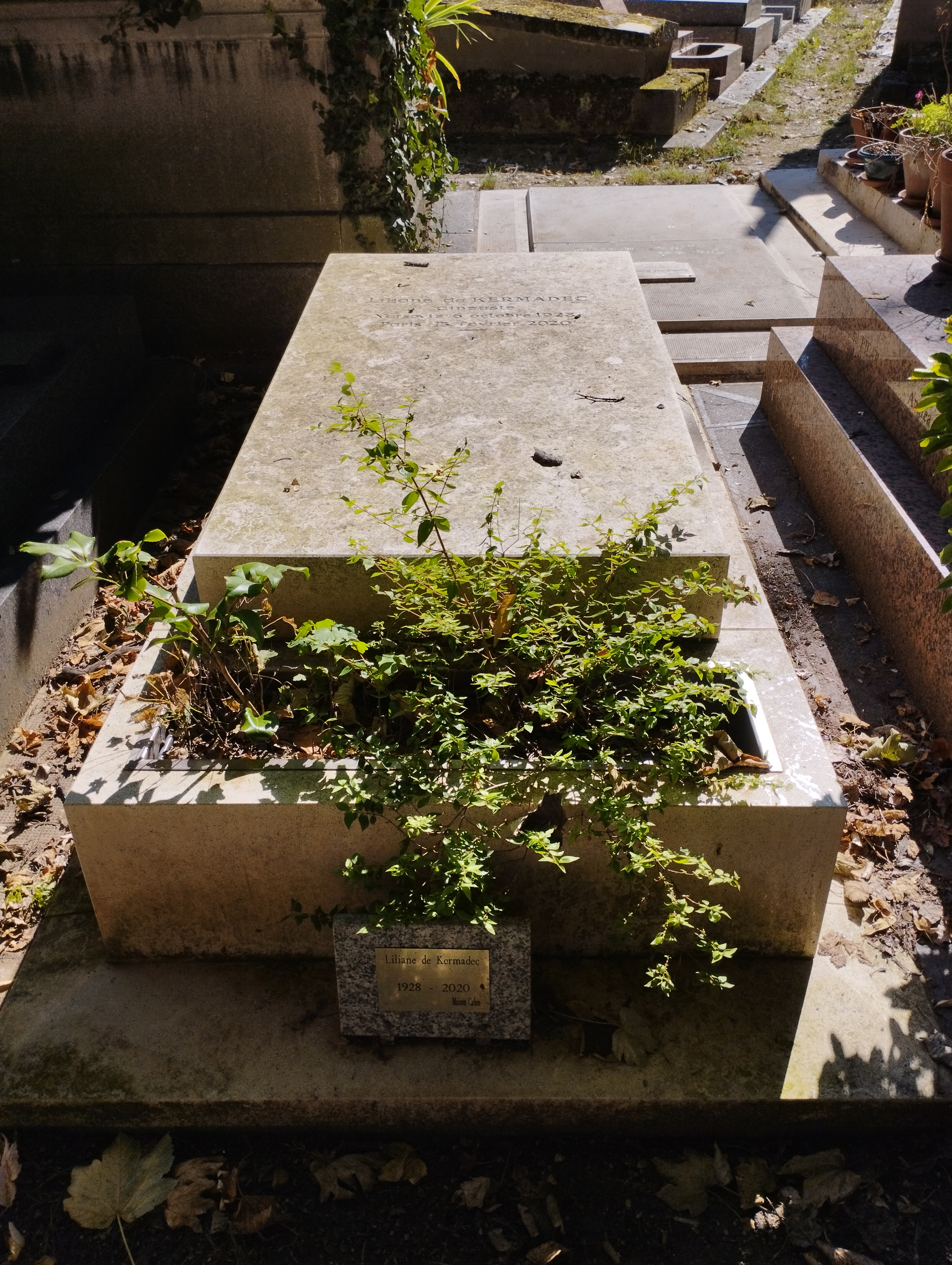
Grób Liliane de Kermadec na Cmentarzu Montmartre w Paryżu

## Biografia
Urodziła się w Warszawie jako Liliane Pisterman, matka była narodowości polskiej a ojciec rosyjskiej. Liliane początkowo chciała zostać aktorką, pierwszą rolę otrzymała w teatrze, zagrała w spektaklu pt. „Dona Rosita” (1952), następnie zagrała w spektaklu „Moje serce w górach” (fr.Mon cœur dans les Highlands)  (1955), sztuka napisana przez Federico Garcie Lorka z aktorką Silvią Monfort w roli tytułowej w reżyserii Claude’a Régy’ego, sztuka napisano na podstawie utworu The Man With The Heart In The Highlands pisarza  Williama Saroyana w reżyserii Michela Vitolda, kontakt z planem filmowym zaczęła jako fotografka planu pracując z reżyserką Agnes Varda przy realizacji filmu Cleo od 5 do 7, 
W latach 60. wyreżyserowała kilka filmów krótkometrażowych, które były prezentowane na festiwalach filmowych: „Czas Emmy”  (fr. Le Temps d'Emma) nagrodzony w Wenecji w 1964 r. oraz film „Qui donc a rêvé?” (fr. Kto zatem marzył?) w którym jest autorką scenariusza z Alainem Resneisem przy Muriel i z Ywesem Robertem w Berbert i pociąg. Filmy fabularne zrealizowane przez Liliane de Kermadec, „Home Sweet Home” (1972) i „Aloïse” (1975) były pokazywane na festiwalu Festiwal Filmowy w Cannes. Scenariusz do filmu „Aloïse” Kermadec napisała wspólnie z André Téchiné, główną postać Aloïse zagrała aktorka Isabelle Huppert. Film ten był nominowany do nagrody filmowej Nagroda Cezara. W 2005  zrealizowała film dokumentalny w republice Górskiego Karabachu gdzie w latach 1992-1998 miał miejsce konflikt zbrojny.  W 1975 roku podczas występu telewizyjnego na zadane pytanie: jak zdefiniować „kino kobiece”? Liliane odpowiedziała: „Jako kobieta szukam swojej tożsamości. Jako filmowiec szukam swojego języka”. Pomimo podeszłego wieku kontynuowała swoją twórczość w zakresie filmów dokumentalnych dla kina i telewizji,  od 1991 była członkinią L’ARP, francuskiego stowarzyszenia reżyserów, scenarzystów i producentów filmowych.
W 2016  wyjechała do Urugwaju gdzie nakręciła film dokumentalny Krzyk mrówek” (org.Le Cri des fourmis). Film ten opowiada historię kilku kobiet które dołączyły do Ruchu Wyzwolenia Narodowego-Tupamaros  po  które podczas konspiracyjnej działalności doświadczyły więzienia i tortur. Zainspirowana twórczością  pisarza Charles’a Fouriera oraz jej wywiadami z francuską filozofką Simone Debout-Oleszkiewicz, w 2018 zrealizowała swój ostatni film – „Paryż, czyli utracona utopia”.
Liliane de Kermadec zmarła w Paryżu 13 lutego 2020 w wieku 91 lat, tam też została pochowana na Cmentarzu Montmartre.

## Życie prywatne
Wyszła za mąż za francuskiego tenisistę Gila de Kermadec (1922–2011), jej teść to francuski artysta malarz Eugène de Kermadec (1899-1976)

## Filmografia
- 2018: Paris ou l’utopie perdue (dokumentalny)[10],
- 2016: Le Cri des fourmis (dokumentalny)[11],
- 2011: He Film (dokumentalny, pełnometrażowy)[12],
- 2008: Le Murmure des ruines[13],
- 2005: La Très chère indépendance du Haut Karabagh (dokumentalny)[14],
- 1994: La Piste du télégraphe[15],
- 1986: Un moment d'inattention[16],
- 1982: Mersonne ne m'aime[17],
- 1981: Le Petit Pommier[18],
- 1975: Aloïse
- 1972: Home Sweet Home
- 1965: Qui donc a rêvé?[19],
- 1964: Le Temps d'Emma[20],

### filmy krótkometrażowe
- Très chère indépendance (55min)
- Les Enfants de Chouchi (25min)
- Et Paris (5min)[21].